# Дворянское гнездо (парк)
Ландшафтный парк «Дворянское гнездо» — литературно-культурный заповедник города Орла.

## История

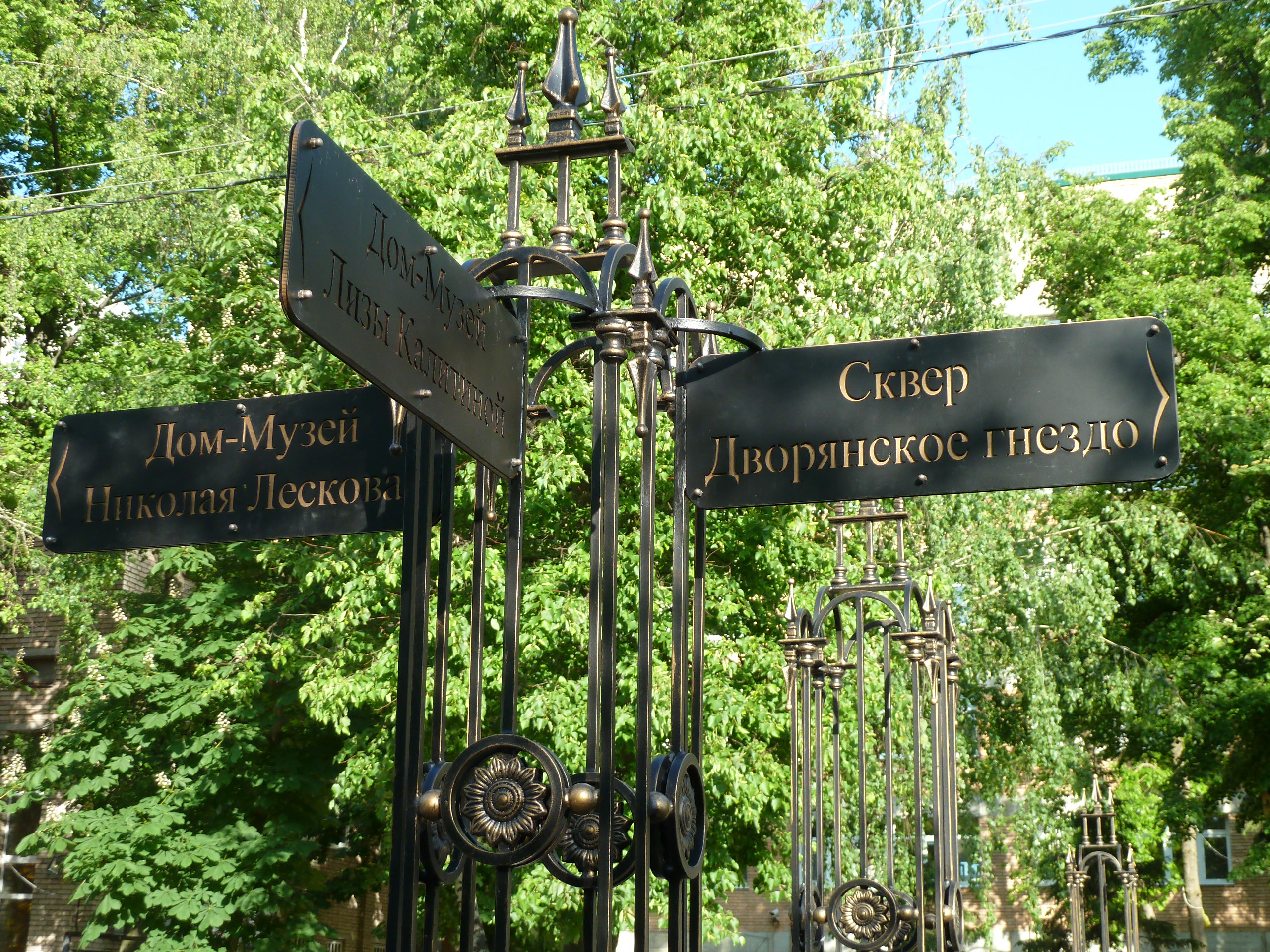
У входа в парк

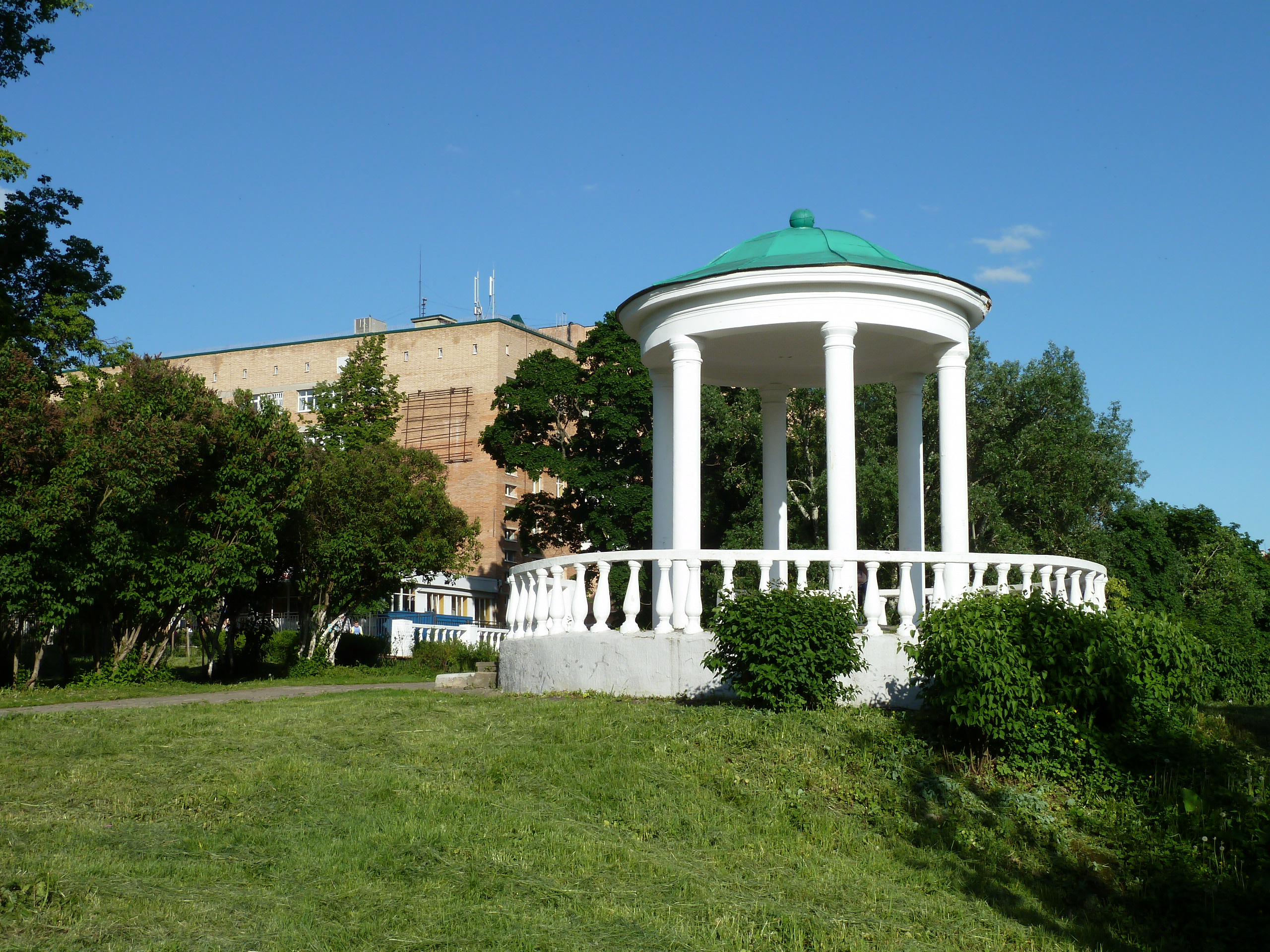
«Тургеневская беседка»

Бюст И. С. Тургенева

Парк и прилегающая к нему территория — это литературный заповедник «Дворянское гнездо», памятник истории. Расположен на левом крутом берегу реки Орлик.
Н. С. Лесков, который провёл здесь детские годы, отмечал, что дворянскими гнёздами исстари называли места, на которых «раскинулось множество привольных помещичьих усадеб». Октябрьская улица (бывшая Верхне-Дворянская) вплотную подходит к видовой площадке парка, с которой открывается вид на лежащую внизу извилистую ленту реки и дальние городские окраины. До 1779 года — утверждения регулярного плана Орла — по левобережью Орлика рос лес. На этом месте находилась городская усадьба и деревянный двухэтажный особняк первой половины XIX века (ул. Октябрьская, 1) — «дом Калитиных», в котором жила Евдокия Коротнёва — предполагаемый прототип Лизы Калитиной из романа И. С. Тургенева «Дворянское гнездо».
Газета «Орловский вестник» 2 мая 1903 года сообщало: «Орловское общество любителей изящных искусств, расширяя свою деятельность, решило открыть свой сад, сосредоточив в нем детские игры, отсутствие которых составляло большой пробел в жизни Орла…»; 4 мая 1903 года сад «Дворянское гнездо» был открыт, а спустя месяц, 4 июня в саду состоялось торжественное открытие бюста И. С. Тургенева из белого мрамора (копия работы М. М. Антокольского, созданного ещё в 1880 году).
У берега построили лодочную пристань для катания по Орлику. В саду ставились любительские спектакли, устраивались музыкальные концерты и танцевальные вечера под духовой оркестр. Это место упоминается также в произведениях писателей Н. С. Лескова, И. А. Бунина, П. А. Россиева, К. Д. Бальмонта. С годами сад превратился в место только для прогулок.
Оккупация немцами Орла нанесла большой урон парку. Было вырублено много деревьев. Пришлось восстанавливать заново весь зелёный массив. Эту работу выполняли общественность, коллективы близлежащих заводов, школьники, студенты машиностроительного института. Хорошо разрослись липа обыкновенная, клён остролистный, берёза плакучая, тополь, дуб, сирень, чубушник, акация. Выделяются старые деревья-ветераны. В парке установлен на постаменте бюст И. С. Тургенева (работа скульптора Г. П. Бессарабского). В 1987 году решением облисполкома ландшафтный парк «Дворянское гнездо» и прилегающая к нему территория объявлены охранной зоной.